# Job Raaijmakers
Job Raaijmakers (Ede, 14 augustus 1978) is een Nederlands theatermaker en acteur.

## Levensloop
Job Raaijmakers maakt theatervoorstellingen en televisie en film. Hij schreef mee aan het sketchprogramma Welkom Thuis bij BnnVara op NPO, waar hij ook de vader van Henkie Prenkie speelt. Hij maakt eigen familievoorstellingen met Theater Als Het Ware en maakte eerder jeugdproducties Aap en Beer (Gouden Krekel 2012) en Niet Huppelen! (Zilveren Krekel 2014) Foei, Klucht en Wiedeedhet met theatermaker René Geerlings bij BonteHond. Hij speelde in uiteenlopende theatervoorstellingen zoals Wild, een voorstelling bij Vis a Vis, Kink in de Kabel, een klucht geregisseerd door John Lanting. Hij regisseerde bij TG Winterberg (oa Meneertje Meer) en Meneer Monster (Lucky Luuk, De Grote 5) en schrijft voor toneel en televisie. Daarnaast is hij als regieassistent werkzaam in filmproducties en speelt hij rollen in series en commercials.